# Комаровский сельский совет (Харьковская область)
Комаро́вский се́льский сове́т — входит в состав Изюмского района Харьковской области Украины.
Административный центр сельского совета находится в селе Комаровка.

## Населённые пункты совета
- село Комаровка
- село Николаевка